# Sepioteuthis sepioidea
A Lula-de-recifes-do-caribe (Sepioteuthis sepioidea) é uma espécie de lula que vive nas águas do Caribe.